# Sani Abacha
Sani Abacha, né le 20 septembre 1943 à Kano et mort le 8 juin 1998 à Abuja, est un général et homme d'État nigérian. il était à la tête du régime militaire qui a régné sur le Nigeria, de1993 à 1998.

## Biographie
D’origine kanouri, né à Kano, en milieu haoussa, au nord du Nigeria, Sani Abacha est diplômé du Collège de formation militaire de Zaria en 1963 et devient capitaine en 1967. Il est l’un des principaux acteurs des putschs militaires contre le président civil Shehu Shagari (1983) et le général Muhammadu Buhari (1985) qui amènent le général Ibrahim Babangida au pouvoir, et dont il restera un précieux collaborateur. Le vendredi 27 août 1993, lorsque Babangida démissionne après avoir annulé les résultats d’une élection présidentielle démocratique, dont le candidat civil Moshood Abiola était sorti vainqueur, Abacha est nommé ministre de la Défense d’un gouvernement de transition installé par Babangida.
En novembre 1993, Abacha se proclame chef de l’État, supprime toutes les institutions démocratiques et remplace de nombreux fonctionnaires civils par des chefs militaires. Il nomme un Conseil de gouvernement provisoire constitué essentiellement de généraux et de fonctionnaires de police, qui doit superviser un Conseil exécutif fédéral, constitué de civils en vue.
En janvier 1994, Abacha présente un budget par lequel il abandonne les réformes économiques mises en œuvre en 1986, ce qui rend impossible un nouvel accord avec le Fonds monétaire international (FMI). En 1994, l’augmentation de la dette étrangère, la faiblesse de la production industrielle et un pouvoir autocratique attisent le ressentiment populaire. Abacha réagit en dévoilant les détails de son programme de transition politique, mais la conférence constitutionnelle tenue en mai est largement boycottée par les groupes favorables à la démocratie, et Abacha interdit toute activité politique non gouvernementale. En juin, Abiola se proclame président et il est arrêté pour trahison. Les troubles s’intensifient, particulièrement à Lagos, et les ouvriers du secteur pétrolier déclenchent une grève pour obtenir la libération d’Abiola. Grèves et désobéissance civile paralysent le sud, tandis que le nord, fief des militaires, montre sa désaffection pour le régime. 
En 1995, la pendaison de l'écrivain Ken Saro Wiwa et de huit autres militants ogoni opposés à la politique pétrolière menée dans la région est dénoncée par le prix Nobel de littérature Wole Soyinka, entraînant l'isolement diplomatique du Nigeria. Alors que le pays sombre dans la misère et la corruption, Abacha meurt, le 8 juin 1998, d'une crise cardiaque (raison officielle, d’autres versions suggèrent une overdose d’aphrodisiaque en compagnie de prostituées), décès suivi, un mois plus tard, en prison, de celui du richissime homme d’affaires Moshood Abiola, dit MKO Abiola. Le général Abdulsalami Abubakar, qui succède à Abacha, s'engage alors à remettre le pouvoir en 1999 à un régime démocratiquement élu.